# TrES-2 b
TrES-2 b, formellement TrES-2 Ab, également connue comme Kepler-1 b, est une planète extrasolaire (exoplanète) confirmée en orbite autour de l'étoile TrES-2 A, une naine jaune très semblable au Soleil mais appartenant à un système binaire situé à environ ∼ 707 a.l. (∼ 217 pc) du Système solaire, dans la constellation du Dragon.

## Observations
TrES-2b a été découverte en 2006 dans le cadre du Trans-Atlantic Exoplanet Survey et a été la première exoplanète étudiée par le télescope spatial Kepler, en avril 2009,. Entre-temps, elle a fait l'objet de plusieurs analyses complémentaires, dont une étude en 2007 qui a permis d'affiner la connaissance de ce système planétaire, et surtout une analyse en 2008 qui a permis d'établir la nature binaire de TrES-2 en distinguant ses composantes A et C, avec pour conséquence de réviser les paramètres physiques et orbitaux du système.

## Propriétés physiques et orbitales
Il s'agit d'une géante gazeuse d'environ 1,20 fois la masse de Jupiter pour un diamètre 1,27 fois plus grand orbitant à seulement 0,036 UA de son étoile parente, dont elle fait le tour en à peine 2,47 jours. Cette très grande proximité de son étoile — à titre de comparaison, le demi-grand axe de l'orbite de Mercure autour du Soleil est de 0,387 UA — lui vaut une température d'équilibre moyenne de plus de 1 220 °C. Il s'agit par conséquent d'un astre de type Jupiter chaud.
Une telle température est à l'origine du rougeoiement de TrES-2b par rayonnement thermique, conséquence de la loi du déplacement de Wien. De plus, compte tenu de son orbite très resserée autour de TrES-2A, TrES-2b est vraisemblablement en rotation synchrone autour de son étoile. Enfin, le plan orbital de TrES-2b serait incliné de -9 ± 12° par rapport au plan équatorial de TrES-2A, ce qui correspond à une révolution prograde.

## Albédo géométrique
Des travaux publiés en août 2011 ont établi que cette planète posséderait le plus faible albédo géométrique jamais mesuré, : le suivi photométrique du système étoile-planète sur une soixantaine d'orbites de cette dernière a en effet indiqué une fluctuation diurne/nocturne du flux de photons d'environ 6,5 ± 1,9 ppm dans la bande de longueurs d'onde de 0,4  à   0,9 μm, ce qui correspond à un albédo géométrique de seulement 2,53 % (Ag = 0.0253 ± 0.0072) pour la planète, dans l'hypothèse où ces variations sont entièrement expliquées par la diffusion de la lumière incidente de l'étoile ; cependant, si l'on tient compte de l'émission photonique de la planète elle-même, l'albédo géométrique calculé tombe à une valeur encore plus faible, inférieure à 1 % (Ag = < 0,01), et de l'ordre de 0,04 % pour la meilleure modélisation.
TrES-2b est ainsi le corps le plus sombre observé à ce jour, plus noir encore que le charbon. La raison de cette nature si absorbante n'est pas entièrement comprise : on sait que les astres de type Jupiter chaud, correspondant à la classe IV de la classification de Sudarsky, doivent avoir un albédo de Bond inférieur à 3 % en raison d'une part de l'absence, dans leur atmosphère surchauffée, de nuages réfléchissants résultant de la condensation de composés volatils, et d'autre part de la présence de métaux alcalins, essentiellement de sodium et de potassium, ainsi que de composés très absorbants tels que le monoxyde de titane TiO et de monoxyde de vanadium VO ; on ignore en revanche pourquoi, dans le cas de TrES-2b, l'albédo géométrique observé semble un voire deux ordres de grandeur en dessous de la valeur théorique.